# Piet Bukman
Pieter (Piet) Bukman (Delft, 7 februari 1934 – Voorschoten, 15 maart 2022) was een Nederlands politicus en boerenbondsvoorzitter.

## Biografie
De gereformeerde Bukman was een CDA-politicus van antirevolutionaire huize, afkomstig uit een tuindersgezin. Hij maakte carrière in de Christelijke Boeren- en Tuindersbond. In 1980 was hij de eerste partijvoorzitter van het CDA, na de fusie van KVP, ARP en CHU. Bukman stond bekend om zijn krachtige optreden.
Vanaf 1981 was hij senator en vervolgens minister voor Ontwikkelingssamenwerking in het kabinet-Lubbers II. Hij werd na dat ministerschap enige tijd staatssecretaris voor Economische Zaken. In 1990 volgde hij, met een korte tussenkomst van Bert de Vries, Gerrit Braks op als minister van Landbouw.
Bukman werd op 3 december 1996 vrij onverwacht Tweede Kamervoorzitter als opvolger van Deetman. Hij kreeg 85 voorkeurstemmen, mede dankzij de CDA-fractie. 45 stemmen gingen naar zijn partijgenote Ali Doelman-Pel, die tot dan ondervoorzitter was. Zijn Kamervoorzitterschap eindigde op 19 mei 1998.
- International Standard Name Identifier: 0000 0001 1045 0740
- Library of Congress Control Number: n88158572
- Parlement.com: vg09llmn4azv
- Virtual International Authority File: 22778295